# 香港觀察社
香港觀察社是1970年代至1980年代香港的中產階級倡导团体。于1975年7月7日由一批香港出身、在海外受過教育的年輕華裔專業人士和第二代英國僑民组成。 希望通過客觀研究對政府進行監督和批評，通過輿論影響對政府施加壓力。
1980年12月12日，鄧肯坎貝爾在《新政治家》寫的一篇文章中透露，香港政府成立了一個名為倡导团体常务委员会的秘密委員會，以滲透倡导团体並監督其活動。 最大的重点放在香港的观察员。由於政治壓力，该委員會於1983年已不復存在。
香港觀察社与八十年代主要关注香港主權的中英談判。他們呼籲港人發表意見，并派英國人和港人组成的代表團前往北京爭取更長的過渡期及參與起草未來的《香港基本法》。
其中的成員包括前行政長官梁振英 和政治学家鄭宇碩。
香港觀察社有限公司于1975年9月5日注册，于2002年3月5日清盤。